# Фудбалски савез Тринидада и Тобага
Фудбалски савез Тринидада и Тобага (енгл. Trinidad and Tobago Football Association (TTFA)) је управно тело фудбала на Тринидаду и Тобагу. Седиште има у Луци Шпанија, Тринидад. Члан је ФИФАе и одговоран је за управљање аматерским и професионалним фудбалом, укључујући мушку и женску репрезентацију. ТТФА је такође одговорна за одређивање судија и фудбалских турнира за лиге у Тринидаду и Тобагу.
Савез је у периоду између 1992. и 1. јула 2013. носио назив Фудбалски савез Тринидада и Тобага (ТТФФ). 